# Photedes approximata
Photedes approximata là một loài bướm đêm trong họ Noctuidae.